# 1936. évi nyári olimpiai játékok
Az 1936. évi nyári olimpiai játékokat, hivatalos nevén a XI. nyári olimpiai játékokat 1936. augusztus 1. és 16. között rendezték meg Berlinben.
A helyszín kijelölését a Nemzetközi Olimpiai Bizottság az 1931-es barcelonai ülésszakán döntötte el. A nemzetiszocialisták 1933-as hatalomra jutása miatt elterjedt a hír, hogy Németországot megfosztják az olimpiai játékok rendezési jogától. A júniusi bécsi ülésen a német kormány képviselője kijelentette, hogy tiszteletben tartják az olimpiai szabályzatot, és a német származású üldözöttek részére is lehetővé teszik a játékokon való részvételt. E nyilatkozat folytán a NOB meghagyta Berlinnek a megrendezési jogot.
49 nemzet közel 4000 sportolója küzdött az olimpiai bajnoki címekért. Ezen az olimpián érkezett meg először az olimpiai láng, és égett a fáklya a versenyek végéig. Az ősi Olümpia romjai között a nap tüzével gyújtott fáklyát 3000 atléta futva, egymást váltva vitte a berlini játékok megnyitójára. 21 sportág 129 versenyszáma szerepelt a műsoron.

## Érdekesség
- Első alkalommal szerepelt kézi- és kosárlabda, valamint kajak-kenu.
- A legsikeresebb atléta Jesse Owens amerikai színes bőrű sprinter volt. 100 méteren 10,3 mp, 200 méteres síkfutásban 20,7 mp, távolugrásban 806 cm-es olimpiai csúccsal győzött, és tagja volt a 39,8 mp-es új világcsúcsot futó 4 × 100 m-es amerikai váltónak.
- Nida Senff a 100 méteres hátúszás döntőjét úgy nyerte meg, hogy egyszer szabálytalanul fordult, de észrevette a bírói jelet, visszaúszott és szabályosan is végrehajtotta.

## Részt vevő nemzetek
Vastagítással kiemelve azok az országok, amelyek első alkalommal vettek részt nyári olimpián.
- Afganisztán (AFG) (15 – 15 férfi)
- Ausztrália (AUS) (32 – 28 férfi, 4 nő)
- Argentína (ARG) (51 – 50 férfi, 1 nő)
- Ausztria (AUT) (234 – 217 férfi, 17 nő)
- Belgium (BEL) (150 – 145 férfi, 5 nő)
- Bermuda (BER) (5 – 5 férfi)
- Bolívia (BOL) (2 – 2 férfi)
- Brazília (BRA) (73 – 67 férfi, 6 nő)
- Bulgária (BUL) (26 – 26 férfi)
- Chile (CHI) (40 – 39 férfi, 1 nő)
- Costa Rica (CRC) (1 – 1 férfi)
- Csehszlovákia (TCH) (190 – 175 férfi, 15 nő)
- Dánia (DEN) (121 – 105 férfi, 16 nő)
- Dél-afrikai Unió (RSA) (32 – 27 férfi, 5 nő)
- Egyesült Államok (USA) (358 – 313 férfi, 45 nő)
- Egyiptom (EGY) (54 – 54 férfi)
- Észtország (EST) (33 – 33 férfi)
- Finnország (FIN) (108 – 103 férfi, 5 nő)
- Franciaország (FRA) (201 – 190 férfi, 11 nő)
- Fülöp-szigetek (PHI) (28 – 28 férfi)
- Görögország (GRE) (41 – 40 férfi, 1 nő)
- Hollandia (NED) (165 – 145 férfi, 20 nő)
- India (IND) (27 – 27 férfi)
- Izland (ISL) (12 – 12 férfi)
- Japán (JPN) (220 – 201 férfi, 19 nő)
- Jugoszlávia (YUG) (93 – 78 férfi, 15 nő)
- Kanada (CAN) (97 – 79 férfi, 18 nő)
- Kínai Köztársaság (ROC) (54 – 52 férfi, 2 nő)
- Kolumbia (COL) (5 – 5 férfi)
- Lengyelország (POL) (143 – 126 férfi, 17 nő)
- Lettország (LAT) (29 – 29 férfi)
- Liechtenstein (LIE) (6 – 6 férfi)
- Luxemburg (LUX) (49 – 48 férfi, 1 nő)
- Magyarország (HUN) (216 – 197 férfi, 19 nő)
- Málta (MLT) (11 – 11 férfi)
- Monaco (MON) (8 – 8 férfi)
- Mexikó (MEX) (32 – 32 férfi)
- Nagy-Britannia (GBR) (208 – 171 férfi, 37 nő)
- Németország (GER) (433 – 389 férfi, 44 nő)
- Norvégia (NOR) (70 – 68 férfi, 2 nő)
- Olaszország (ITA) (243 – 227 férfi, 16 nő)
- Peru (PER) (40 – 40 férfi)
- Portugália (POR) (19 – 19 férfi)
- Románia (ROU) (54 – 52 férfi, 2 nő)
- Svájc (SUI) (190 – 184 férfi, 6 nő)
- Svédország (SWE) (171 – 163 férfi, 8 nő)
- Törökország (TUR) (48 – 46 férfi, 2 nő)
- Új-Zéland (NZL) (7 – 7 férfi)
- Uruguay (URU) (37 – 37 férfi)

## Az olimpiai láng útja

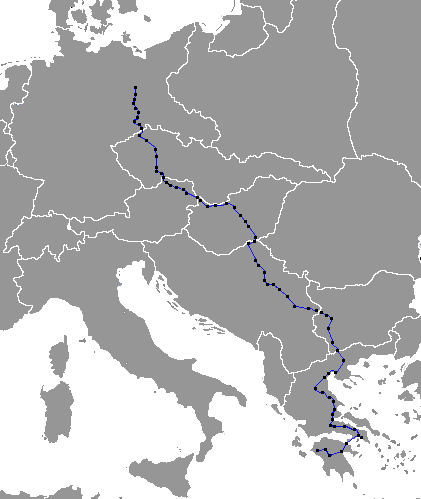
Az olimpiai fáklya útvonala

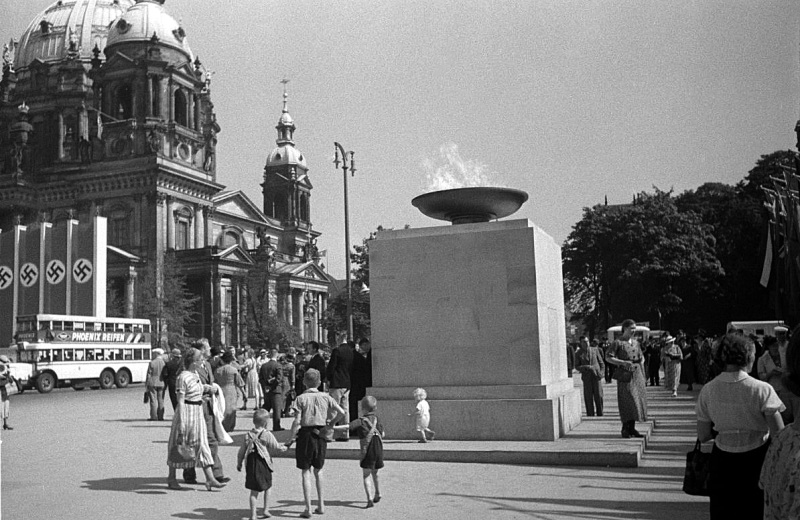
Az olimpiai láng Berlinben

A modern Olimpiai Játékok történetében első alkalommal 1936-ban juttatták el az ókori helyszínen meggyújtott lángot futó stafétával a játékok helyszínére. A váltó hét országon át (3075 km) – Görögország (1108 km), Bulgária (238 km), Jugoszlávia (575 km), Magyarország (386 km), Ausztria (219 km), Csehszlovákia (282 km), Németország (267 km) – haladt.
A lángot 1936. július 20-án gyújtották meg a görögországi Olümpiában, amely Magyarországra július 28-án reggel érkezett a horgosi határátkelőnél. A fáklyát az útbaejtett településeken ünnepélyes keretek között fogadták. Kecskeméten az olimpiai ötkarikát készítették el barackból, Budapesten a Hősök terén az ismeretlen katona sírjánál állították ki a lángot. A váltó éjszaka is folytatta útját és másnap hajnalban Oroszvárnál hagyta el az országot.
A váltó fontosabb állomásai:
Olümpia – Vytina – Trípoli – Argosz – Korinthosz – Eleusina – Athén – Thébai – Levadeia – Delphoi – Amphissza – Lamia – Domokosz – Farszala – Lárisza – Tirnavosz – Elasszona – Szervia – Kozáni – Veria – Alexandreia – Szaloniki – Serres
Kulata – Kreszna – Dupnica – Szófia – Szlivnica – Dragoman
Zaribrod – Pirot – Niš – Ražanj – Pojate – Paraćin – Ćuprija – Jagodina – Kragujevac – Topolya – Mladenovac – Belgrád – Inđija – Újvidék – Verbász – Szabadka – Horgos
Szeged – Kiskunfélegyháza – Kecskemét – Sári – Soroksár – Budapest – Dorog – Tát – Szőny – Győr – Moson – Oroszvár
Köpcsény – Hainburg an der Donau – Schwechat – Bécs – Stockerau – Maissau – Horn – Waidhofen an der Thaya – Heidenreichstein – Reingers
Nová Bystřice – Jindřichův Hradec – Soběslav – Tábor – Benešov – Prága – Terezín – Teplice
Hellendorf – Pirna – Drezda – Meißen – Großenhain – Elsterwerda – Liebenwerda – Herzberg – Jüterbog – Luckenwalde – Trebbin – Berlin

## Olimpiai versenyszámok
| Versenyszámok az 1936. évi nyári olimpiai játékokon |        |        |        |        |        |       |          |
| Sportág, szakág                                     | Egyéni | Egyéni | Csapat | Csapat | Csapat | nyílt |          |
| Sportág, szakág                                     | férfi  | női    | férfi  | női    | vegyes | nyílt | összesen |
| Atlétika                                            | 21     | 5      | 2      | 1      | 0      | 0     | 29       |
| Birkózás                                            | 14     | 0      | 0      | 0      | 0      | 0     | 14       |
| Evezés                                              | 1      | 0      | 6      | 0      | 0      | 0     | 7        |
| Gyeplabda                                           | 0      | 0      | 1      | 0      | 0      | 0     | 1        |
| Kajak-kenu                                          | 4      | 0      | 5      | 0      | 0      | 0     | 9        |
| Kerékpározás                                        | 3      | 0      | 3      | 0      | 0      | 0     | 6        |
| Kézilabda                                           | 0      | 0      | 1      | 0      | 0      | 0     | 1        |
| Kosárlabda                                          | 0      | 0      | 1      | 0      | 0      | 0     | 1        |
| Labdarúgás                                          | 0      | 0      | 1      | 0      | 0      | 0     | 1        |
| Lovaglás                                            | 3      | 0      | 3      | 0      | 0      | 0     | 6        |
| Lovaspóló                                           | 0      | 0      | 1      | 0      | 0      | 0     | 1        |
| Műugrás                                             | 2      | 2      | 0      | 0      | 0      | 0     | 4        |
| művészeti versenyek                                 | 0      | 0      | 0      | 0      | 0      | 15    | 15       |
| Ökölvívás                                           | 8      | 0      | 0      | 0      | 0      | 0     | 8        |
| Öttusa                                              | 1      | 0      | 0      | 0      | 0      | 0     | 1        |
| Sportlövészet                                       | 3      | 0      | 0      | 0      | 0      | 0     | 3        |
| Súlyemelés                                          | 5      | 5      | 0      | 0      | 0      | 0     | 5        |
| Torna                                               | 7      | 0      | 1      | 1      | 0      | 0     | 9        |
| Úszás                                               | 5      | 4      | 1      | 1      | 0      | 0     | 11       |
| Vitorlázás                                          | 1      | 0      | 3      | 0      | 0      | 0     | 4        |
| Vívás                                               | 3      | 1      | 3      | 0      | 0      | 0     | 7        |
| Vízilabda                                           | 0      | 0      | 1      | 0      | 0      | 0     | 1        |
|                                                     |        |        |        |        |        |       |          |
| Összesen                                            | 81     | 12     | 33     | 3      | 0      | 15    | 144      |

## Éremtáblázat
(A táblázatban Magyarország és a rendező ország csapata eltérő háttérszínnel, az egyes számoszlopok legmagasabb értéke, vagy értékei vastagítással kiemelve.)
| Az 1936. évi nyári olimpiai játékok éremtáblázata | Az 1936. évi nyári olimpiai játékok éremtáblázata | Az 1936. évi nyári olimpiai játékok éremtáblázata | Az 1936. évi nyári olimpiai játékok éremtáblázata | Az 1936. évi nyári olimpiai játékok éremtáblázata | Olimpia  |
| ------------------------------------------------- | ------------------------------------------------- | ------------------------------------------------- | ------------------------------------------------- | ------------------------------------------------- | -------- |
|                                                   | Ország                                            | Arany                                             | Ezüst                                             | Bronz                                             | Összesen |
| 1.                                                | Németország (GER)                                 | 33                                                | 26                                                | 30                                                | 89       |
| 2.                                                | Egyesült Államok (USA)                            | 24                                                | 20                                                | 12                                                | 56       |
| 3.                                                | Magyarország (HUN)                                | 10                                                | 1                                                 | 5                                                 | 16       |
| 4.                                                | Olaszország (ITA)                                 | 8                                                 | 9                                                 | 5                                                 | 22       |
| 5.                                                | Finnország (FIN)                                  | 7                                                 | 6                                                 | 6                                                 | 19       |
| 6.                                                | Franciaország (FRA)                               | 7                                                 | 6                                                 | 6                                                 | 19       |
| 7.                                                | Svédország (SWE)                                  | 6                                                 | 5                                                 | 9                                                 | 20       |
| 8.                                                | Japán (JPN)                                       | 6                                                 | 4                                                 | 8                                                 | 18       |
| 9.                                                | Hollandia (NED)                                   | 6                                                 | 4                                                 | 7                                                 | 17       |
| 10.                                               | Nagy-Britannia (GBR)                              | 4                                                 | 7                                                 | 3                                                 | 14       |
|                                                   |                                                   |                                                   |                                                   |                                                   |          |
| Összesen                                          | Összesen                                          | 130                                               | 128                                               | 130                                               | 388      |

## Közvetítések
A Magyar Rádió első alkalommal tudósított nyári olimpiai játékokról. A riporter Pluhár István volt, aki mind a tíz magyar aranyéremről élőben számolt be.